# Lista de capítulos de Noragami
Noragami é uma série de mangá japonesa escrita por Adachitoka. Foi serializada na Monthly Shōnen Magazine da Kodansha de 6 de dezembro de 2010 a 6 de janeiro de 2024. A história segue o deus Yato e seu encontro com a sociedade. A Kodansha coletou seus capítulos em 27 volumes tankōbon, lançados de 15 de julho de 2011 a 16 de fevereiro de 2024.
No Brasil, é licenciado e publicado pela editora Panini, desde julho de 2016.

## Volumes
| 1. "Pessoas que Usam Roupas Esportivas" (ジャージのひと, Jāji no Hito) 2. "Gato, Noragami e Caudas" (家猫と野良神と尻尾, Ieneko to Noragami to Shippo) 3. "Como a Neve" (雪のような, Yuki no Yōna) |

| 1. "Algumas Vontades Divinas" (幾つかの神慮, Ikutsuka no Shinryo) 2. "A Linha da Fronteira" (境界線, Kyōkaisen) 3. "Pessoa Assustadora" (コワイヒト, Kowai Hito) 4. "Alguém" (誰そ彼, Dare so Kare) |

| 1. "O Dia Sombrio de um Nora" (時化る日のノラたち, Shikeru Hi no Nora-tachi) 2. "Pessoa Detestável" (忌むべき者, Imubeki Mono) 3. "Cruzando a Linha" (一線を越えて, Issen o Koete) 4. "Nome" (名前, Namae) |

| 1. "Matar ou Não Matar" (きる、きらない, Kiru, Kiranai) 2. "Presságio" (兆し, Kizashi) 3. "As Memórias Dela" (彼女の思い出, Kanojo no Omoide) 4. "Coisa Fulminante" (枯れゆくもの, Kare Yuku Mono) |

| 1. "Inferno" (地獄, Jigoku) 2. "Desejando Alguém para Confiar" (寄る辺を求めて, Yorube o Motomete) 3. "Lâmina Nua" (抜き身, Nuki Mi) 4. "Um Desejo" (願, Negai) |

| 1. "Uma Bênção e uma Maldição" (神祝き、呪きき, Kamuhosaki, Hosakiki) 2. "Não me Deixe, Fique Comigo" (消えないで、傍にいて, Kienai De, Soba ni Ite) 3. "O Que Deve Ser Feito" (為すべきこと, Nasubeki Koto) 4. "Luz Guia" (道標, Michishirube) |

| 1. "Para Sempre" (ずっと一, Zuttō) 2. "Possessão Divina" (触った神の祟り, Sawatta Kami no Tatari) 3. "Como Adorar os Deuses" (神様の祀リ方, Kamisama no Matsuri Kata) 4. "Trabalho e Karma" (業と業, Gyō to Gō) |

| 1. "Deus da Calamidade" (禍津神, Magatsukami) 2. "Assuntos dos Três Reinos" (三つの国の諸事情, Mittsu no Kuni no Sho Jijō) 3. "O Som do Corte dos Laços" (糸の切れる音, Ito no Kireru Oto) 4. "Tal Pai, Tal Filho" (親なり、子なり, Oya Nari, Konari) |

| 1. "Izanami" (誘な女, Izanami) 2. "Forte Determinação" (イシ椎い持ち, Ishi Tsutsui Mochi) 3. "Desejos Prévios" (斯く在りし望み, Kaku Arishi Nozomi) 4. "Morte" (死, Shi) |

| 1. "Maldição" (呪縛, Jubaku) 2. "Ouça Minha Voz" (君の呼ぶ声, Kimi no Yobu Koe) 3. "Por Causa da Promessa" (約束したから, Yakusoku Shitakara) 4. "Dias que se Foram e Dias que Virão" (コレマデとコレカラ, Kore Made to Kore Kara) |

| 1. "Deus, Por Favor, (Não) Ouça Minha Prece" (恐み恐みも白さず, Kashikomi Kashikomi mo Mōsazu) 2. "Vamos Levá-los para as Nossas Memórias" (一緒に写真を, Issho ni Shashin wo) 3. "A Profecia do Desastre" (厄災しか起こせない, Yakusai Shika Okosenai) 4. "Segredo Guardado" (秘め事, Himegoto) |

| 1. "Espadas Cruzadas, Desejos Cruzados" (斬り＋結ぶ, Kiri + Musubu) 2. "Tocado Pela sua Passagem" (触れにし経ること, Fure ni Shi Furu Koto) 3. "Vamos Brincar" (わらわあそび, Warawa Asobi) 4. "Tabu" (禁忌, Kinki) |

| 1. "Você que Eu Amo" (わたしの好きなアナタ, Watashi no Suki na Anata) 2. "Continue Lutando" (撃ちてし止まむ, Uchiteshi Yamamu) 3. "Quando Nos Encaramos" (向き合うとき, Mukiau Toki) 4. "Salvação" (救い, Sukui) |

| 1. "Margem Distante e Margem Próxima" (彼岸と此岸, Higan to Shigan) 2. "Semelhança Passageira" (どこか似ている, Dokoka Nite Iru) 3. "O Que Foi Visto e o Que Está Por Vir" (見えるもの、やって来るもの, Mieru Mono, Yattekuru Mono) 4. "Cortado e Jogado Fora" (斬りｘ捨てる, Kiri x Suteru) |

| 1. "Mandamento" (言趣け, Gen-Omomuki Ke) 2. "Onde a Lealdade Jaz" (忠の行き先, Chū no Ikisaki) 3. "Associado, Desassociado" (絡みあい、すれ違う, Karamiai, Surechigau) 4. "Aquele que Trapaceia" (まつろわぬ者, Matsuro Wanu Mono) |

| 1. "Atos do Paraíso" (天の為すこと, Ten no Nasu Koto) 2. "Rebeldes" (叛徒, Hanto) 3. "Adaga, Orgulho e Tontura" (鉾、誇り、綻び, Hoko, Hokori, Hokorobi) 4. "Exaltação" (愉悦, Yuetsu) |

| 1. "Meu Amado" (いとしきひとよ, Itoshiki Hito Yo) 2. "Contando os Dias" (カ日, Kanichi) 3. "Fogo Acumulado" (埋み火, Uzumibi) 4. "O Que é Meu?" (己がもの, Onore ga Mono) |

| 1. "O Caminho para Casa" (家路, Ieji) 2. "Shinki" (神器, Shinki) 3. "Ápice" (上, Jō) 4. "Apostando a Vida" (いのち賭して, Inochi to Shite) |

| 1. "Negação" (不, Fu) 2. "Se Você Puder Ouvir" (悲鳴が聞こえたら, Himei ga Kikoetara) 3. "Presente" (おくりもの, Okurimono) 4. "E assim, ele..." (そうして彼は―, Sō Shite Kare wa) |

| 1. Sute ra Wame (捨てらわめ) 2. Sute ra Waru (捨てらわる) 3. Hoshīmono (欲しいもの) 4. Kare no Ai, Kono Ai (彼の愛、此の愛) |

| 1. Koto no wa (てとの端) 2. Hitori (ひとり) 3. Mae e Susumu Toki (前へ進む秋) 4. Sakeru Sekai (裂ける世界) |

| 1. Nora (野良,) 2. Aitai (会いたい) 3. Hako (箱) 4. Yami ni Itaru to (闇に至る途) |

| 1. Riyū (理由) 2. Koto no Ha no Hibiki (言の葉の響き) 3. Awanakucha (会わなくちゃ) 4. Tadashī koto o (正しいことを) |

| 1. Yoake wa (夜明けは) 2. Muku saki (むく先) 3. Kibō (希望) 4. Hōimō (包囲網) |

| 1. Namae wo Yonde (名前を呼んで) 2. Sukuinushi (救主) 3. Kotowari (理) 4. Haru to Yuki (ハルと雪) |

| 1. Haru ni Mau Yuki (春に舞う雪) 2. Ta ga tame ni (誰がために) 3. Inochiduna (命綱) 4. Tsuioku (追憶) |

| 1. "Kuni" (国) 2. Hazamanaki Yo (狭間なき世) 3. Sagashimono (さがしもの) 4. Shiro (白) 5. Yatogami (夜ト神) 6. Jyaaji no Kami to (ジャージの神かみと) |